# Istaravšan
Istaravšan je město v tádžickém Sogdijském vilájetu. Leží na severním úpatí Turkestánského hřbetu a na hlavní silnici spojující dvě největší tádžická města, Chudžand a Dušanbe. Je to jedno z nejstarších měst v Tádžikistánu, existující více než 2500 let. Před rokem 2000, se město nazývalo Ůróteppa. Území města hraničí na severu a západě s Uzbekistánem a na východě s Kyrgyzstánem. Většina obyvatel žije v přilehlých venkovských oblastech. Podle mapy, nalezené roku 1923, leží Istaravšan nedaleko od zaniklého starověkého města Kýrupolis.

### Poštovní známky

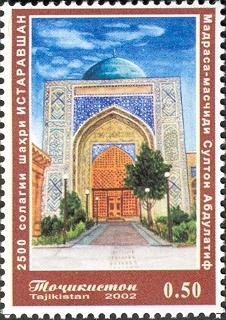
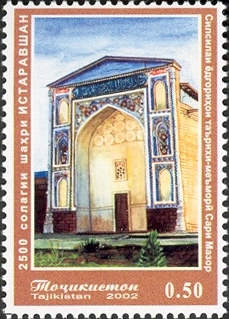
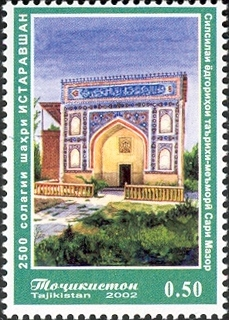
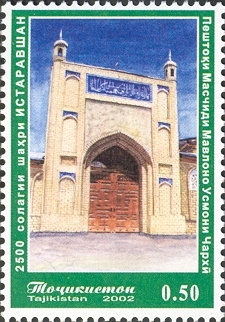

## Galerie

### Památky

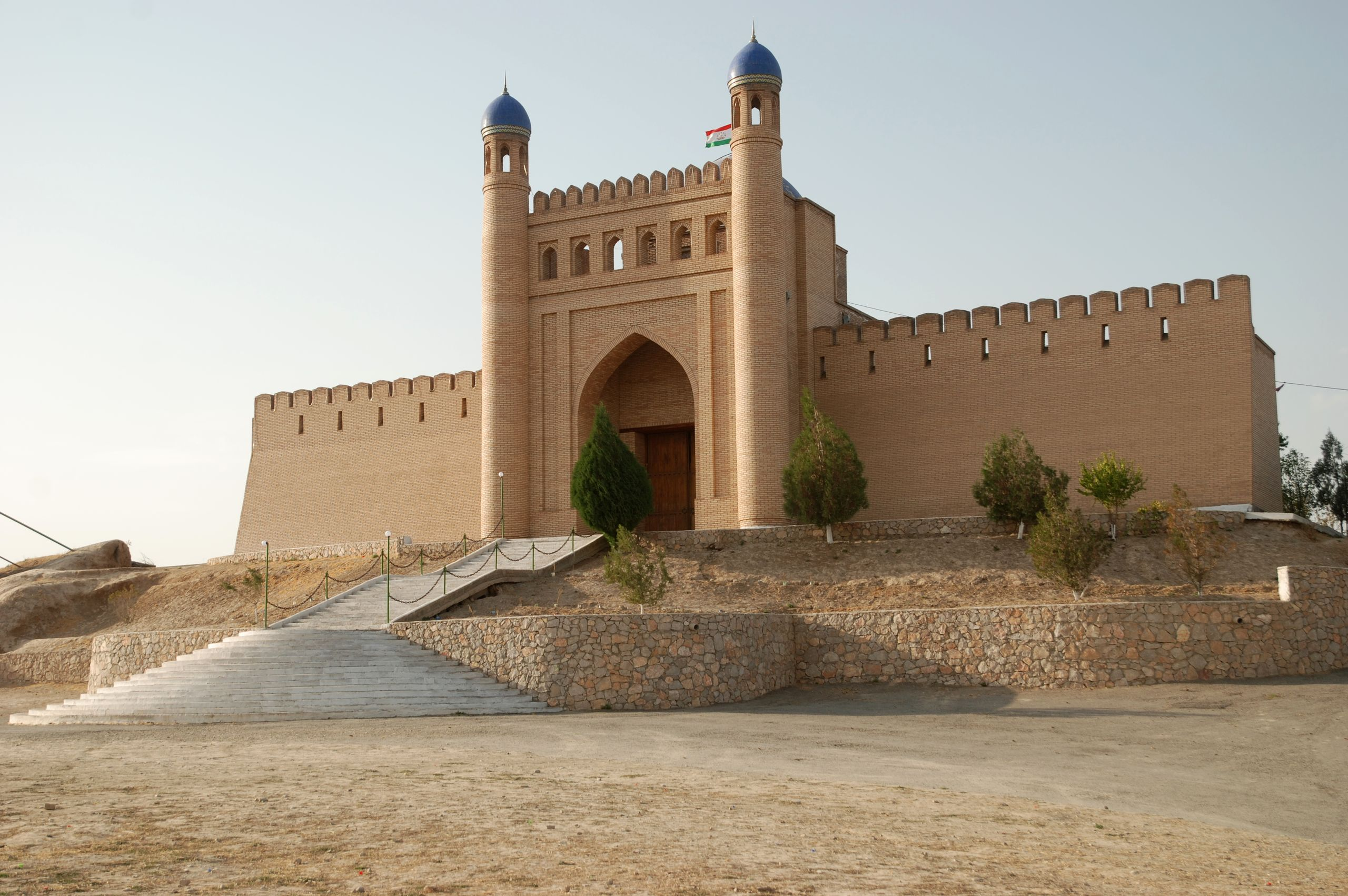
Mug Teppe
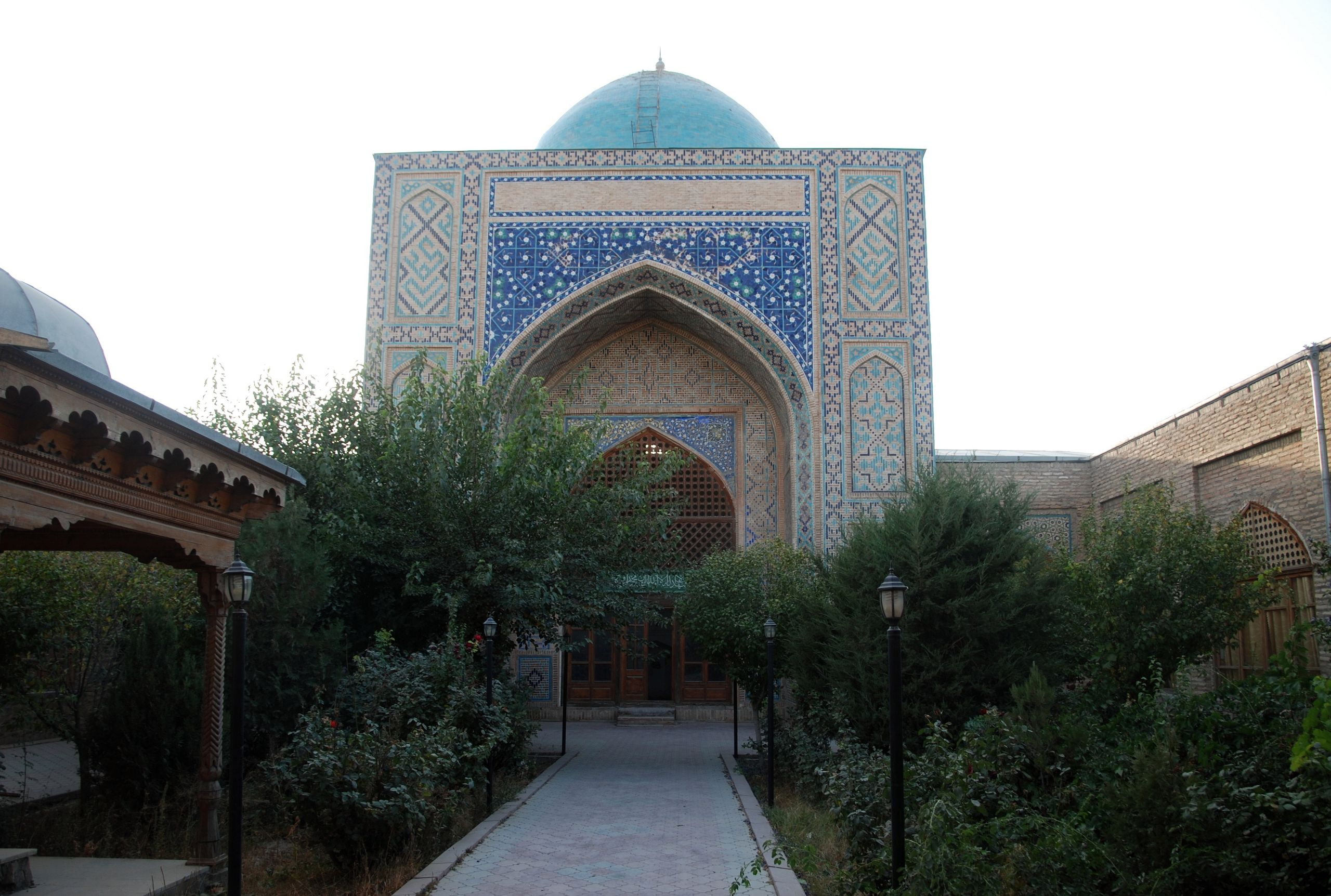
Kok Gumbaz
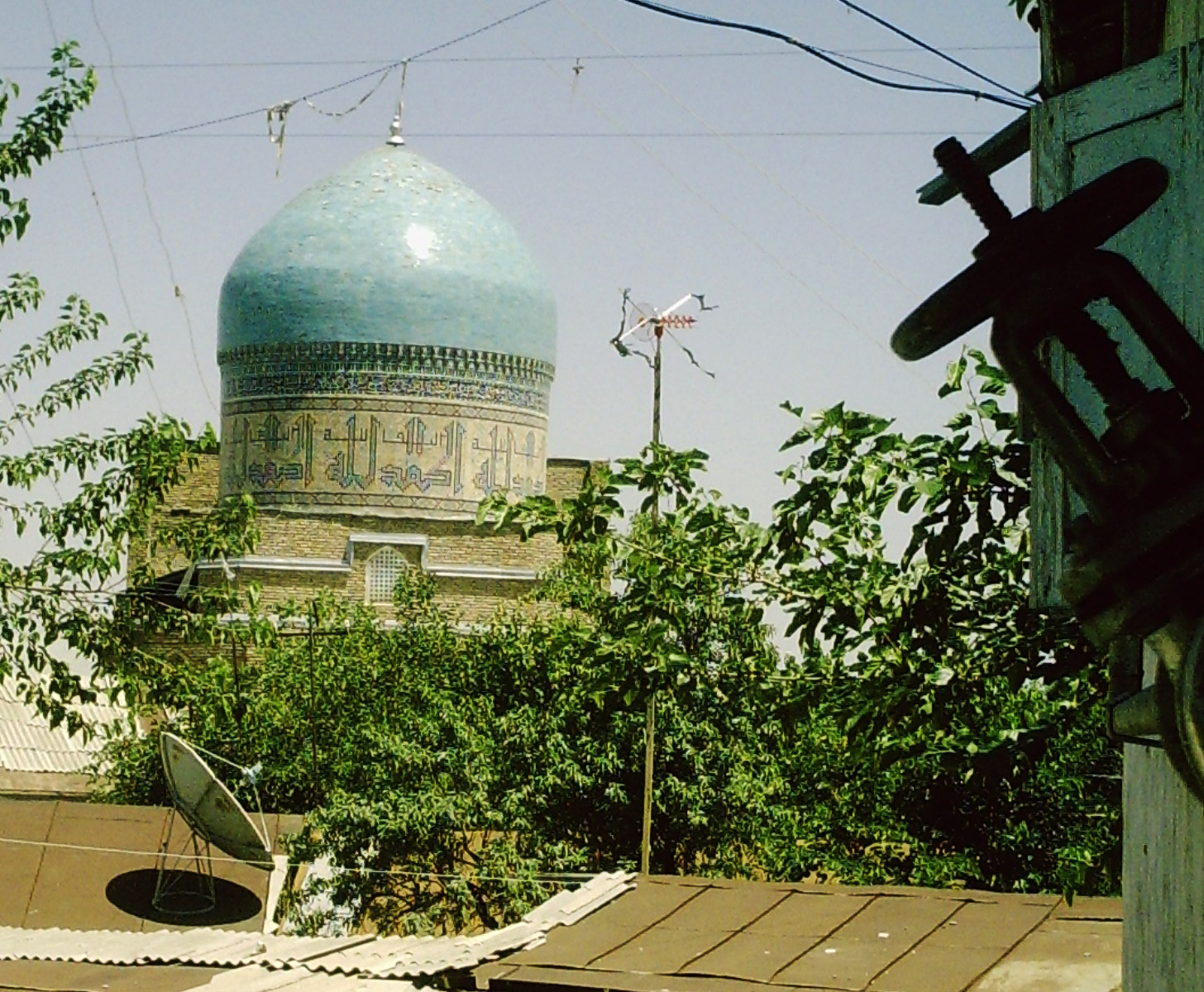
Abdullatif Medreseh